# Ludwig Veit
Ludwig Veit (* 22. Dezember 1920 in Kramersdorf bei Passau; † 10. September 1999) war ein deutscher Historiker und Archivdirektor im Germanischen Nationalmuseum in Nürnberg.

## Leben und Wirken
Ludwig Veit wurde 1920 in Kramersdorf in der damaligen Gemeinde Raßreuth als Sohn eines Landwirtes geboren. Er wuchs mit mehreren Geschwistern auf dem elterlichen Hof auf. Sein Bruder Johann fiel bereits im September 1939 in Polen, ein zweiter Bruder, Norbert fiel im Oktober 1941 in Russland. Danach musste sich sein jüngerer Bruder Willibald (1926–2012) der Landwirtschaft annehmen, obwohl er ebenfalls gerne studiert hätte. 
Ludwig Veit studierte nach Kriegsende in München und Erlangen Geschichte, Historische Hilfswissenschaften und Kunstgeschichte. Er beschloss sein Studium 1952 mit der Dissertation Nürnberg und die Feme. Der Kampf einer Reichsstadt gegen den Jurisdiktionsanspruch der westfälischen Gerichte, die 1955 neu bearbeitet im Druck erschien. 1958 kam Veit zum Germanischen Nationalmuseum in Nürnberg. Dort war eine der ersten Aufgaben, die im Krieg ausgelagerten Bestände zu sichten und zu ordnen. Im Anzeiger des Museums erschien 1959 seine Übersicht über die Bestände.
Im Germanischen Nationalmuseum in Nürnberg setzte sich Veit als Archivdirektor bis zu seiner Pensionierung 1985 vor allem für das 1964 gegründete Archiv für Bildende Kunst ein, das 2008 in Deutsches Kunstarchiv umbenannt wurde. Von 1970 bis 1985 war er zweiter Landesvertreter für den Freistaat Bayern in der Numismatischen Kommission der Länder der Bundesrepublik Deutschland. Von 1974 bis 1986 war Ludwig Veit Vorstand des Nürnberger Vereins für Münzkunde, eines der ältesten Münzvereine Deutschlands. Er wurde danach zum Ehrenmitglied des Vereins ernannt.

## Veröffentlichungen (Auswahl)
- Passau. Das Hochstift. In: Historischer Atlas von Bayern, Teil Altbayern, Reihe I, Heft 35. Hrsg. Kommission für Bayerische Landesgeschichte. München 1978, ISBN 3-7696-9896-7 (Digitalisat).
- Das Historische Archiv und das Archiv für Bildende Kunst. In: Das Germanische Nationalmuseum Nürnberg 1852–1977. Beiträge zu seiner Geschichte. Hrsg. von Bernward Deneke und Rainer Kahsnitz. München, Berlin 1978, S. 521–545.
- Das Deutsche Glockenarchiv im Germanischen Nationalmuseum in Nürnberg 1965–1985. In: Lusus campanularum. Beiträge zur Glockenkunde. Festschrift zum 80. Geburtstag von Sigrid Thurm (= Arbeitshefte des Bayerischen Landesamtes für Denkmalpflege 30). Hrsg. von Tilmann Breuer. München 1986, S. 91–98.
- Handel und Wandel mit aller Welt: aus Nürnbergs großer Zeit. In: Anzeiger des Germanischen Nationalmuseums, 1960.

## Auszeichnungen
- Bundesverdienstkreuz der Bundesrepublik Deutschland